# Manolo Sanchez
Manolo Sanchez (Filadelfia, 10 novembre 1991) è un ex calciatore statunitense naturalizzato portoricano, di ruolo attaccante.